# Галово
Га̀лово е село в Северозападна България. То се намира в община Оряхово, област Враца.

## География
Село Галово се намира на 5 – 6 км.на юг от река Дунав, на 18 км югоизточно от гр. Оряхово. Разположено е на височина 100 – 150 м. по склоновете на голям дол. Климатът е умерено континентален, преобладават черноземните почви. Характерни ястия за селото са: пиле саламура, пиле лютика и сукана баница със сирене залята със сироп. Обредите и обичайте са: Коледуване и Лазаруване. Празнуване на Зарезан, Великден и Гергьовден. Характерни земеделски дейности – животновъдство и растениевъдство. Характерни занаяти – метларство.

## История
През античността тук е имало тракийско селище, в който живеят семействата на войската (на римския град и крепост Вариана). Из дворовете на селото постоянно се изравят предмети на изкуството и римски монети. В началото на Първото българско царство източно от днешното Галово е прокопан Островският окоп. На мястото на римската канаба се заселват със семействата си български войници, който охраняват окопа.
През Второто българско царство селото се е наричало Галово. Това е старобългарско лично име на човек, който се наричал Гало – „възчерен – черничък“ и суфиксът за селищно име – ОВО. При Окопа срещу Галово е намерен отлично запазен меч с бронзово кръстовище. Турските поробители в края на ХІV век са заварили селото с името Галово, през ХІV век селото е обезлюдена по неизвестни за сега причини. В следващите векове мястото на запустялото с. Галово останало да се нарича „Совата Галово“.
От 1865 до 1877 година турската власт заселила в „Совата Галово“ татарски колонисти от полуостров Крим, и селото било наречено Галово Татарлар. Но татарите избягали завинаги през есента на 1877 г., по време на Руско-турската война. В 1880 г. в Совата Галово дошли първите семейства от българи от село Остров, скоро и от други места като Белослатинско и Врачанско и селото бързо нараснало. С височайши царски указ в 1881 година се разрешава заселването на с. Галово и в същата година се открива първото училище с пръв учител Ставри Атанасов от Македония. От Леринско в Македония тук се установили Пандови, Сидерови и Тренчеви, както и опълченецът Климент Петрушев, охридчанин.
При избухването на Балканската война през 1912 година трима души от Галово са доброволци в Македоно-одринското опълчение.
В селото има паметна плоча на Петруш Климентов Петрушев – деец на БКП, син на опълченеца Климент Петрушев (дядо Климо Опълченеца), заселил се тук скоро след Освобождението.
Като природна даденост са четирите чешми с чиста изворна вода. Селото е обградено с акациеви дървета, богато е на много билки като липа, базовина, бял равнец, жълт кантарион, маточина, мащерка и много други. Ловните полета се обитават от диви свине, заек, фазан, пъдпъдък, яребица и гривяк.

## Население
Според преброяването през 2021 година селото има 160 жители.
Преброяване на населението през 2011 г.
Численост и дял на етническите групи според преброяването на населението през 2011 г.:
|                     | Численост | Дял (в %) |
| Общо                | 277       | 100,00    |
| Българи             | 238       | 85,92     |
| Турци               | 0         | 0,00      |
| Цигани              | 3         | 1,08      |
| Други               | 0         | 0,00      |
| Не се самоопределят | 0         | 0,00      |
| Неотговорили        | 33        | 11,91     |